# Torre de Suurhusen

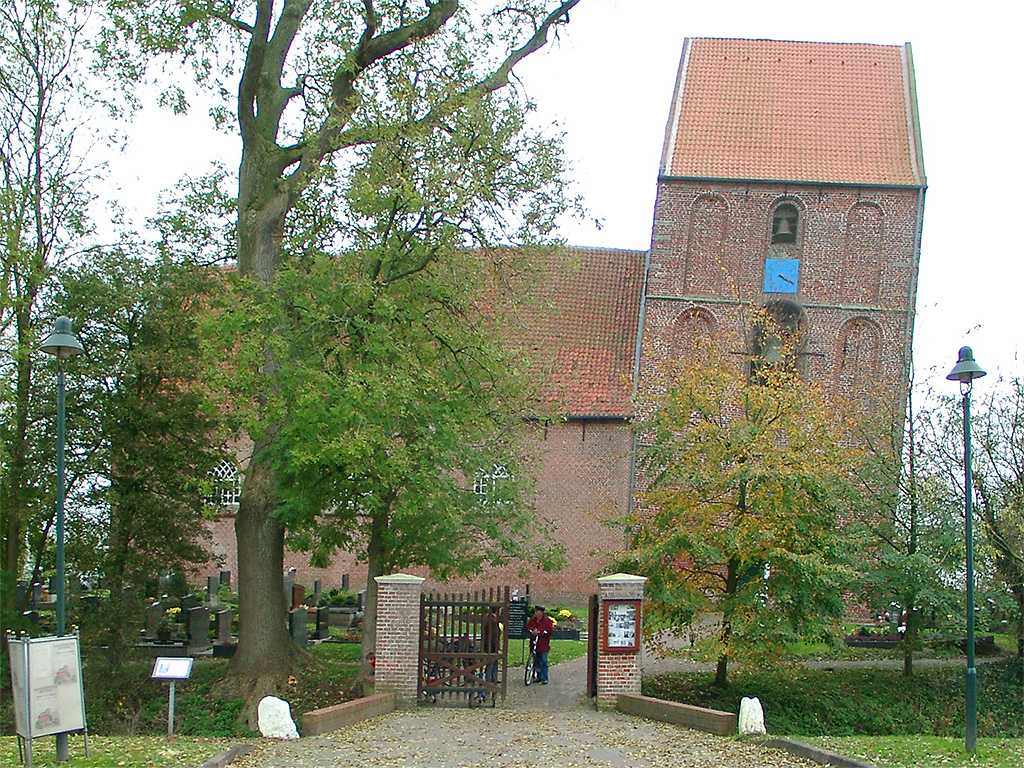
Visão lateral da Torre de Suurhusen

A Torre de Suurhusen é um campanário de uma igreja em Suurhusen, uma vila na região noroeste da Alemanha. De acordo com o Guiness Book é a torre mais incliinada do mundo, apesar de em 2010 ter perdido o título para a torre Capital Gate em Abu Dhabi. Entretanto o campanário de Suurhusen permanece a torre mais inclinada de forma não intencional, vencendo a famosa Torre de Pisa por 1,22 graus.
O campanário foi adicionado à estrutura da igreja da Baixa Idade Média em 1450. Há registros de que a torre passou a inclinar no século XIX depois da drenagem de um Pântano. A torre esteve fechada ao público de 1975 até 1985 quando terminaram os trabalhos de restauração.